# Вікко (Кентуккі)
Вікко (англ. Vicco) — місто (англ. city) в США, в округах Перрі і Нотт штату Кентуккі. Населення — 327 осіб (2020).

## Географія
Вікко розташоване за координатами 37°12′58″ пн. ш. 83°3′39″ зх. д. / 37.21611° пн. ш. 83.06083° зх. д. (37.216113, -83.060808).  За даними Бюро перепису населення США в 2010 році місто мало площу 2,20 км², з яких 2,17 км² — суходіл та 0,03 км² — водойми.

## Демографія
Згідно з переписом 2010 року, у місті мешкали 334 особи в 127 домогосподарствах у складі 88 родин. Густота населення становила 152 особи/км².  Було 149 помешкань (68/км²).
Расовий склад населення:
| - 97,6 % — білих - 0,9 % — азіатів - 0,3 % — чорних або афроамериканців |

До двох чи більше рас належало 0,9 %. Частка іспаномовних становила 0,6 % від усіх жителів.
За віковим діапазоном населення розподілялося таким чином: 25,7 % — особи молодші 18 років, 59,9 % — особи у віці 18—64 років, 14,4 % — особи у віці 65 років та старші. Медіана віку мешканця становила 35,3 року. На 100 осіб жіночої статі у місті припадало 89,8 чоловіків;  на 100 жінок у віці від 18 років та старших — 85,1 чоловіків також старших 18 років.
Середній дохід на одне домашнє господарство  становив 44 132 долари США (медіана — 34 167), а середній дохід на одну сім'ю — 48 451 долар (медіана — 37 083). За межею бідності перебувало 26,7 % осіб, у тому числі 28,8 % дітей у віці до 18 років та 15,2 % осіб у віці 65 років та старших.
Цивільне працевлаштоване населення становило 113 особи. Основні галузі зайнятості: роздрібна торгівля — 24,8 %, науковці, спеціалісти, менеджери — 17,7 %, освіта, охорона здоров'я та соціальна допомога — 15,0 %.